# Micracanthorhynchina cynoglossi
Micracanthorhynchina cynoglossi is een soort in de taxonomische indeling van de Acanthocephala (haakwormen). De worm wordt meestal 1 tot 2 cm lang. Ze komen algemeen voor in het maag-darmstelsel van ongewervelden, vissen, amfibieën, vogels en zoogdieren.
De haakworm komt uit het geslacht Micracanthorhynchina en behoort tot de familie Rhadinorhynchidae. Micracanthorhynchina cynoglossi werd in 1980 beschreven door Wang.